# Chiemsee (Gemeinde)
Chiemsee im oberbayerischen Landkreis Rosenheim ist die bevölkerungsmäßig kleinste sowie flächenmäßig – nach Buckenhof – zweitkleinste Gemeinde in Bayern. Auf 2,57 km² leben etwa 230 Einwohner. Es gibt keinen gemeindlichen Hauptort und keine gleichnamige Ortschaft. Die Gemeinde ist Mitglied der Verwaltungsgemeinschaft Breitbrunn am Chiemsee.

## Geographie

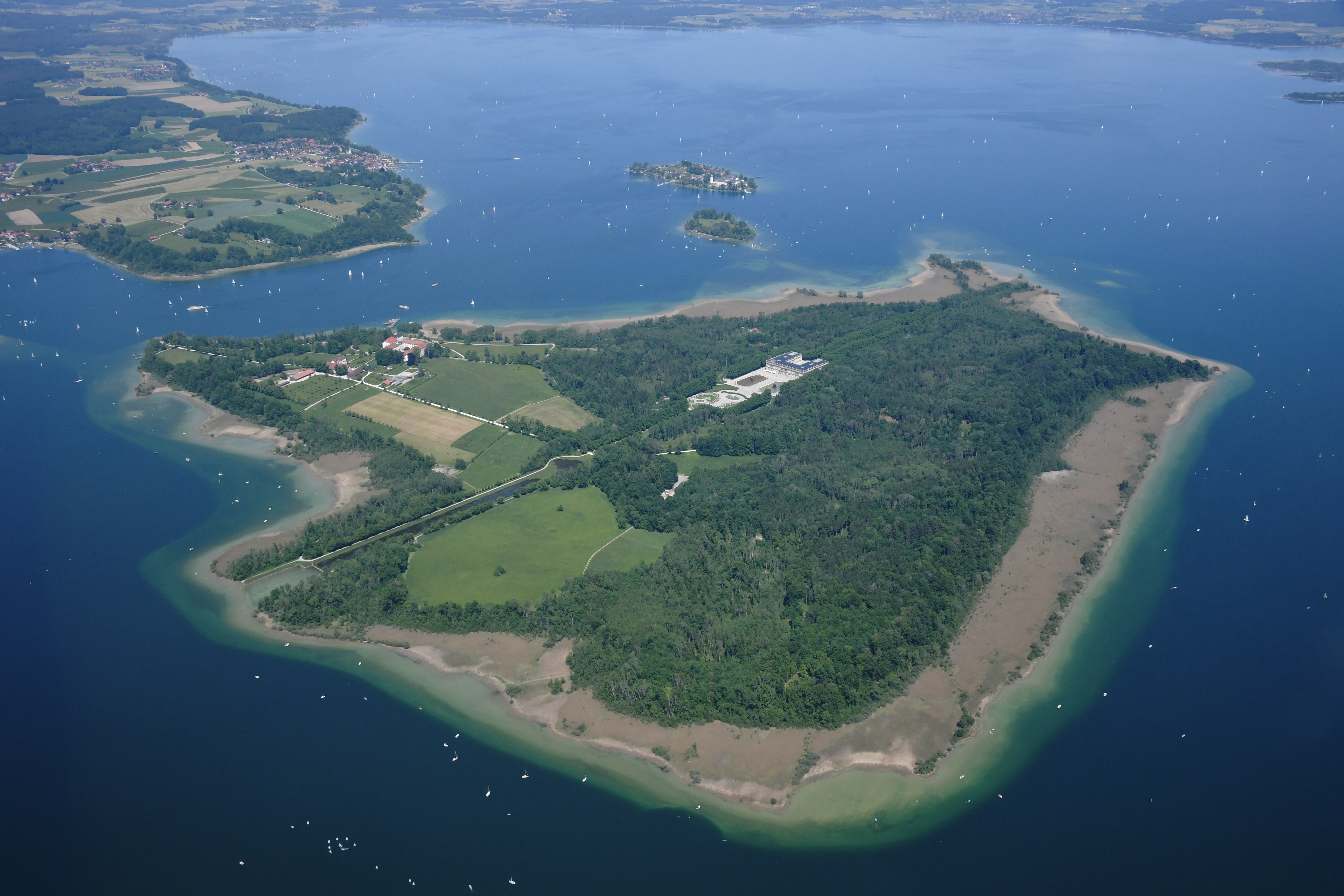
Luftbild der Gemeinde Chiemsee mit der Fraueninsel, der Krautinsel und der Herreninsel (von oben nach unten)

Das Gemeindegebiet besteht aus den drei größeren im Chiemsee liegenden Inseln Herrenchiemsee, Frauenchiemsee (Hauptort mit dem Großteil der Bevölkerung) und der unbewohnten Krautinsel. Der Chiemsee selbst sowie die bei Frauenchiemsee gelegene winzige Insel Schalch gehören nicht zur Gemeinde, sondern als gemeindefreies Gebiet zum Nachbarlandkreis Traunstein. Damit sind die Inseln der Gemeinde Chiemsee Exklaven des Landkreises Rosenheim, die vollständig vom Gebiet (hier: Chiemsee-Wasserfläche) des Landkreises Traunstein umgeben sind.

### Gemeindegliederung
Es gibt zwei Gemeindeteile:
- Frauenchiemsee (Insel)
- Herrenchiemsee (Insel)

Es gibt nur die Gemarkung Chiemsee.

### Natur
Folgende Schutzgebiete berühren das Gemeindegebiet:
- Landschaftsschutzgebiet Schutz des Chiemsees, seiner Inseln und Ufergebiete in den Landkreisen Rosenheim und Traunstein als LSG ("Chiemsee-Schutzverordnung") (LSG-00396.01)
- Fauna-Flora-Habitat-Gebiet Chiemsee (8140-372)

## Geschichte

### Bis zum 19. Jahrhundert
Die Klöster Herren- und Frauenchiemsee wurden 782 durch Herzog Tassilo III. von Bayern gegründet. Beide Klöster erlebten nach den Zerstörungen der Ungarneinfälle zwischen dem 11. und dem 15. Jahrhundert eine Blütezeit. Die beiden Inseln Herren- und Frauenchiemsee bildeten geschlossene Hofmarken der jeweiligen dort ansässigen Klöster. Nach der Säkularisation und der Bildung des Königreichs Bayern entstand die politische Gemeinde Chiemsee. König Ludwig II. von Bayern kaufte 1873 die ganze Herreninsel für 350.000 Gulden, um ab 1878 hier sein Neues Schloss Herrenchiemsee zu errichten.

### Einwohnerentwicklung
Zwischen 1988 und 2018 sank die Einwohnerzahl der Inselgemeinde von 393 auf 211 um 182 Einwohner bzw. um 46,3 %, also um fast die Hälfte ihrer damaligen Bevölkerung – das ist der höchste prozentuale Einwohnerverlust in Bayern im genannten Zeitraum.

Einwohnerentwicklung von Chiemsee von 1840 bis 2017

| Jahr          | 1840 | 1871 | 1900 | 1925 | 1939 | 1950 | 1961 | 1970 | 1987 | 1991 | 1995 | 2005 | 2010 | 2015 | 2017 |
| Einwohnerzahl | 212  | 311  | 367  | 464  | 506  | 713  | 650  | 642  | 431  | 407  | 342  | 315  | 311  | 232  | 231  |

## Infrastruktur
Seit 1995 hat die Gemeinde keine eigene Schule mehr. Abgesehen von den für die Inselbesucher ausgelegten Läden gibt es kaum Einkaufsmöglichkeiten; die Gemeinde Chiemsee besitzt allerdings die größte Gaststättendichte Bayerns.
Es existiert eine Tankstelle und eine gemeindliche Lastenfähre. Die Überfahrt zur Fraueninsel erfolgt von der Fähranlegestelle am Seeplatz in Gstadt aus. Die private Chiemsee-Schifffahrt verbindet die Insel ganzjährig mit Prien-Stock, der Herreninsel und Gstadt am Chiemsee.
Rad- und Autofahren ist auf dem gesamten Gemeindegebiet verboten (außer Feuerwehr, Rettungsdienst/Notarzt, Zivil-/Katastrophenschutz und Polizei sowie Bundeswehr und NATO-Truppen).

## Politik

### Gemeinderat
|                                   | 2020 | 2014 | 2008 | 2002 |
| --------------------------------- | ---- | ---- | ---- | ---- |
| Sitze insgesamt                   | 8    | 8    | 8    | 8    |
| Freie Wählergemeinschaft Chiemsee | 8    | 7    | 6    | 6    |
| Wählergruppe Kloster              | –    | 1    | 2    | 2    |

### Bürgermeister
Seit der Kommunalwahl 2020 ist Armin Krämmer (Freie Wählergemeinschaft Chiemsee) ehrenamtlicher Erster Bürgermeister. Sein Vorgänger Georg Huber war seit 1996 im Amt und ist 2020 nicht mehr zur Wahl angetreten.

### Wappen
| | Blasonierung: „Über goldenem Schildfuß, darin ein gekrümmter blauer Fisch, gespalten von Silber und Blau mit zwei Seeblättern an verschlungenen Stielen in verwechselten Farben.“ |
| Wappenbegründung: Die gekreuzten Seeblätter in verwechselten Farben entsprechen dem alten Wappen des auf der Insel Frauenwörth schon im 8. Jahrhundert gegründeten Benediktinerinnenklosters. Frauenchiemsee ist auch der Hauptort der Gemeinde, die sich aus den Chiemseeinseln Frauen-, Herren- und Krautinsel zusammensetzt. Der Fisch verweist auf den Fischfang, einen in früheren Zeiten und auch heute noch wichtigen Erwerbszweig in der Gemeinde. Zudem ist der Fisch allgemein ein passendes heraldisches Symbol für die Seegemeinde, die ihren Namen vom Chiemsee herleitet. Dieses Wappen wird seit 1968 geführt. | |

## Sehenswürdigkeiten
- Neues Schloss Herrenchiemsee, von König Ludwig II. nach dem Vorbild von Schloss Versailles erbaut
- Kloster Frauenchiemsee mit romanischer, mehrfach veränderter Klosterkirche Mariä Opferung und karolingischer Torhalle
- Das ehemalige Kloster Herrenchiemsee